# Gare de Beaumont-de-Lomagne
Pour les articles homonymes, voir Gare de Beaumont.
La gare de Beaumont-de-Lomagne est une gare ferroviaire française de la ligne de Castelsarrasin à Beaumont-de-Lomagne, située sur le territoire de la commune de Beaumont-de-Lomagne dans le département de Tarn-et-Garonne, en région Occitanie.
Elle est mise en service en 1904 par la Compagnie des chemins de fer du Midi et du Canal latéral à la Garonne et fermée au service des voyageurs en 1937.
C'est une gare de la Société nationale des chemins de fer français (SNCF), uniquement ouverte au service Fret.
La ligne qui est actuellement peu utilisée (uniquement du fret) pourrait rouvrir à la suite d'une demande de la région Occitanie consécutive aux États généraux du rail et de l’intermodalité,. Cependant, la gare se situe dans la portion où la circulation est coupée et la ligne condamnée à partir des silos de Belleperche (PK 194,73) depuis le début de l'année 2020.

## Situation ferroviaire
Établie à 106 mètres d'altitude, la gare terminus en impasse de Beaumont de Lomagne est située au point kilométrique (PK) 212,408 de la ligne de Castelsarrasin à Beaumont-de-Lomagne (voie unique), après la gare ouverte de Castelsarrasin. S'intercale les gares fermées de Belleperche, Labourgade, Larrazet et Sérignac.
Elle dispose de voies de service fonctionnelles.

## Histoire
La gare de Beaumont-de-Lomagne est mise en service le 9 octobre 1904 par la Compagnie des chemins de fer du Midi et du Canal latéral à la Garonne, lorsqu'elle ouvre à l'exploitation la voie unique de sa ligne de Castelsarrasin à Beaumont-de-Lomagne. Cette ouverture donne lieu à une inauguration en présence d'un ministre qui arrive en train dans la gare.
Elle est, comme la ligne, fermée au service des voyageurs le 22 mai 1937.
La ligne est entièrement rénovée, en septembre 2012, pour notamment pérenniser la desserte des installations terminales embranchées (ITE) en service, ce qui représente une centaine de circulations de trains de fret SNCF par an.
La ligne qui est actuellement peu utilisée (uniquement du fret) pourrait rouvrir à la suite d'une demande de la région Occitanie grâce aux États généraux du rail et de l’intermodalité.

## Service des marchandises
C'est une gare de la Société nationale des chemins de fer français (SNCF), desservie par des trains du service Fret SNCF.
Beaumont-de-Lomagne gère trois Installations terminales embranchées (ITE).

## Patrimoine ferroviaire
L'ancien bâtiment voyageurs et l'ancienne halle à marchandises sont toujours présents sur le site.